# Liêm Hoang-Ngoc

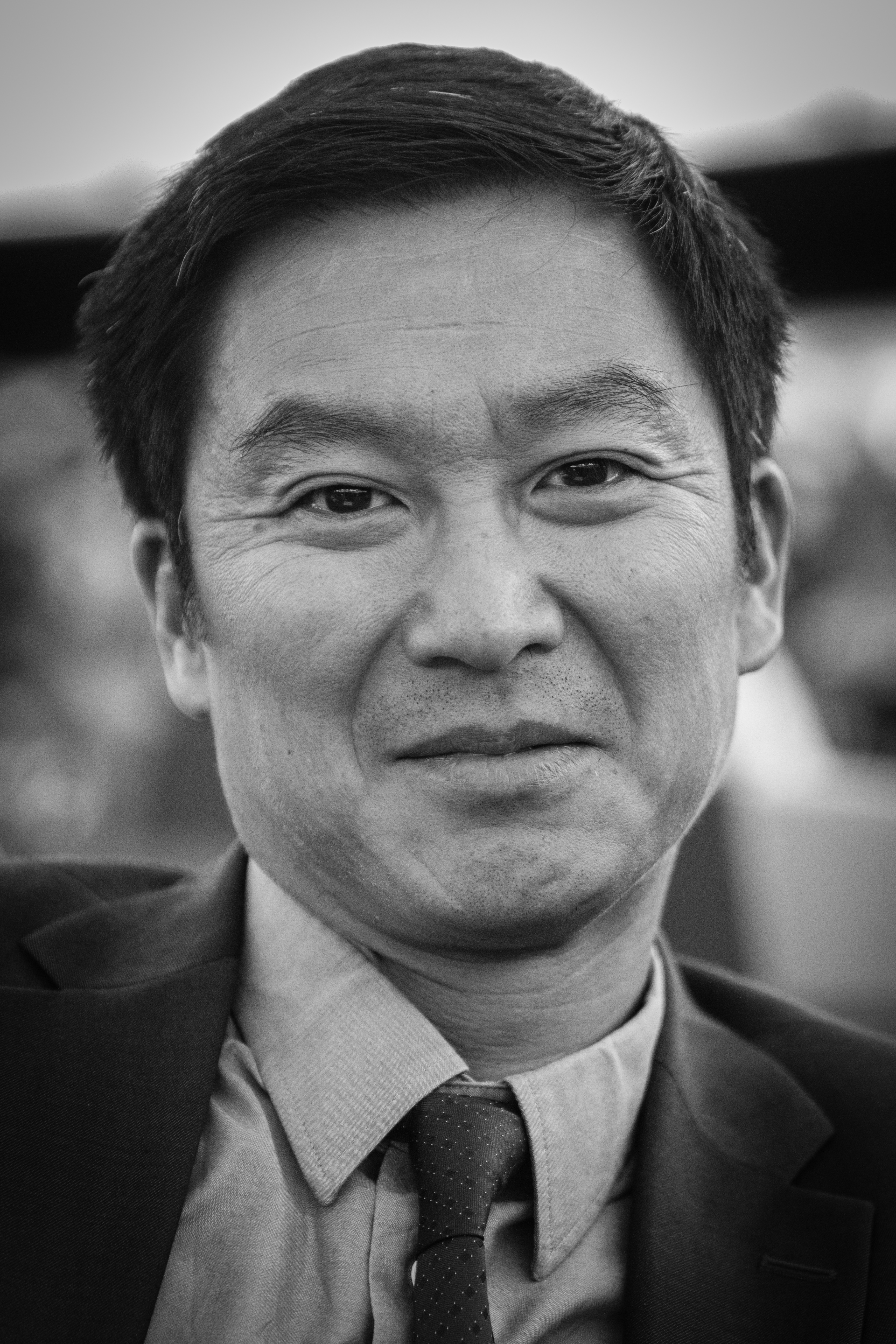
Liêm Hoang-Ngoc, 2013

Liêm Hoang-Ngoc (* 11. Dezember 1964 in Saigon, Vietnam) ist ein französischer Politiker der Parti socialiste.

## Leben
Hoang-Ngoc floh in seiner Kindheit nach Frankreich. Er studierte an der Universität Paris I Wirtschaftswissenschaften. Nach seinem Studium erhielt er eine Anstellung als Dozent an der Universität Paris I. 2009 gelang ihm der Einzug als Abgeordneter der Parti socialiste in das Europaparlament.

## EU-Abgeordneter
Hoang-Ngoc ist Mitglied im Ausschuss für Wirtschaft und Währung und in der Delegation für die Beziehungen zu den Ländern Südostasiens und der Vereinigung südostasiatischer Staaten (ASEAN).
Als Stellvertreter ist er im Ausschuss für Binnenmarkt und Verbraucherschutz.

## Werke (Auswahl)
- 1996: Salaires et emploi, une critique de la pensée unique
- 1996: la Monnaie unique en débat
- 1997: Pour un nouveau plein emploi
- 1998: la Facture sociale
- 1999: Contre la dictature des marchés, ouvrage collectif d'ATTAC
- 2000: Politiques économiques
- 2000: Politiques de l’emploi
- 2005: Refermons la parenthèse libérale!
- 2007: Vive l’impôt!
- 2007: Le fabuleux destin de la courbe de Phillips, (PUS)
- 2007: 10+1 questions à Liêm Hoang-Ngoc sur la dette
- 2008: Sarkonomics, (Grasset)
- 2009: Sous la crise, la répartition des revenus, (La Dispute)
- 2010: Il faut faire payer les riches, (Seuil), (gemeinschaftlich mit Vincent Drezet)